# 爱德华·阿尔蒙德
爱德华·馬洛里·「奈德」·阿尔蒙德（英語：Edward Mallory "Ned" Almond，1892年12月12日—1979年6月11日），生於弗吉尼亚州，是一位美国陸軍军人，毕业于弗吉尼亚军校。曾先後參與第一次世界大戰、第二次世界大戰、朝鮮戰爭。官至美國陸軍中將軍銜，1953年1月退役，1979年6月11日去世。

## 生平
1892年12月12日，诞生于弗吉尼亚州。
從弗吉尼亚军校毕业，1916年開始服役。
第一次世界大战时，任机枪營營长，因奋战而负伤，獲授勋章。
战争结束后，在马里昂军事学院担任军事科学教官（1919年-1928年）。
第二次世界大战中，担任第92師师长，参加了意大利战场的战斗。
1946年11月，担任美国美军远东司令部副参谋长，于东京赴任。1949年2月升任该司令部参谋长。
1950年6月，朝鲜战争爆发，7月24日兼任联合國军参谋长。仁川登陆作战时担任陸軍第十軍军长。在长津湖战役中秉承道格拉斯·麥克阿瑟的設想，主張急進，與屬下的美國海軍陸戰隊第1師師長奧利弗·普林斯·史密斯意見相左。後者認為第十軍進入了中國大軍設下的陷阱，因此花時間在長津湖附近修築機場、工事，成為陸戰隊第1師此役成功突圍的關鍵。
1951年2月，晋升为美国陆军中将。1951年7月，調任美國陸軍戰爭學院院長。1953年1月退役。

## 性格
- 非常崇拜麥克阿瑟，无论麥克阿瑟提出什么样的命令，都乐于实行。麦克阿瑟很信任他，因此在朝鲜战争结束后打算将阿尔蒙德司令官的驻扎军队放置在朝鲜。
- 责任感很强，对部下有献身忠诚的要求。因此，在美國遠東司令部，他的强行和性急，谁都害怕。